# Каласка-Кастильоне
Кала̀ска-Кастильо̀не (на италиански: Calasca-Castiglione; на пиемонтски: Calasca e Castioj, Каласка е Кастийой, на местен диалект: Calasca e Castiun, Каласка е Кастиюн) е община в Северна Италия, провинция Вербано-Кузио-Осола, регион Пиемонт. Разположено е на 665 m надморска височина. Населението на общината е 699 души (към 2010 г.).
Административен център на общината е село Антроня (Antrogna).